# 博嘎尔部落
博嘎尔部落（博嘎尔語： [bɔk˭ar]）是珞巴族达尼人分布在米林县的一个部落，共同祖先爲嘎尔波（嘎尔波是达尼人共同先祖阿波达尼的子孙之一）。

## 文化

### 历法[1]
珞巴曆月盈亏一周爲一月，每月三十天；其中，满月约爲每月的十五至二十日。每年十二月，分别爲：
- 拉鸭
- 杀色
- 棉泻
- 耶洛
- 翁得
- 牙劣
- 耐兵
- 辛竹
- 卢埃
- 哈尼
- 松背
- 鲁泻

注：译法不唯一，如棉泻又译帝泻，可能与方言有关。
另也有用序數詞記錄藏曆月份的：。
历法中无系统的纪年法，年代靠大事记忆，如：“大地震”至1950年，“解放军来到”指1952年。

### 族源传说
|  | 珞巴族的始祖达尼老祖原先住在工布，后来经过当嘎地方，迁到米林村的巴登帮嘎，在那里定居了一段时间。阿巴达尼有3个儿子，大儿子叫当邦，二儿子叫当坚，三儿子叫当日。阿巴达尼的三个儿子分三路向南迁徙，进入珞瑜地区。当邦带着两个儿子往西，经里龙沟再往南走，越过色丹洛雅到达德根地区定居，他们的后裔就成爲后来的德根部落；当日和他的两个儿子，住在纳玉山沟（今南伊一带），到他们的子孙当波和嘎尔波兄弟时，顺着山沟往南越过纳玉东拉，到了德楞邦这个地方，他们比赛射箭，嘎尔波的箭落在果落双双，即后来的马尼岗；嘎尔波顺着箭的方向走去，定居在那里，其后裔就是博嘎尔人。 |

本段爲古老传说，作者已逝世超过70年，因此属于公有领域。

### 共同信仰[3][4]
博嘎尔人有原始信仰，有卜鸡卦、念经和跳鬼的习惯，还有专门的卜卦师（米剂）和赶鬼兼卜卦师（纽布）。
当地人称，萨及氏族曾出一纽布叫及德，可以把自己的头砍下来放在地上，人围着转一圈，然后再接上。

#### 鬼
博嘎尔人相信有两种鬼（乌佑）：吃人害人的波岸（也叫基波若波）和保护人的波德刚德（也叫汝陆邦陆）。人死后也会变成鬼（不知叫不叫乌佑）：大多数人会变成窝朗姆，如不被赶走会经常回家摸自己的东西，这种鬼人看不到但狗能看到；有名的纽布如被杀死还可能变成优劣容劣，这种鬼会报复他生前对他不满的人，使之死掉。

## 地域

### 原住地
博嘎尔部原居住于米林县印控区部分的马尼岗、梅楚卡等地，这一带被他们称作“庸功日崩”，偶尔也叫做“博嘎尔日崩”。
马尼岗和梅楚卡地区的博嘎尔部村庄列表：
- 巴布荣村
- 雅陆光东村
- 西木岗村
- 西木荣村
- 马尼岗村
- 嘎勒村
- 海米村
- 嘎若村
- 比地村
- 岗德村
- 海尔宫村
- 基青村
- 仰雅村
- 邦日村
- 英固村
- 邦龙村
- 岗龙村
- 波德村
- 多吉岭村
- 热工村
- 仰崩村
- 林崩西村

非马尼岗和梅楚卡地区的博嘎尔部村庄列表：
- 囊马西包村
- 巴积村
- 哈日村
- 东兵村
- 芒得英村
- 郎英村
- 阿伯根冬村

各氏族具体分布请参见本条目的《氏族列表》章节。

### 迁徙来源
今天部分博嘎尔人居住于米林县的南伊珞巴族乡，多从马尼岗和梅楚卡地区因如下原因迁入：：
- 生活困难，寻找出路；
- 被作爲努力卖至此地；
- 婚姻或其他纠纷；
- 逃避印度人的政治迫害；
- 投奔亲属。

## 社会与习俗

### 父系氏族与博嘎尔人名
博嘎尔部氏族成員名稱由父名和（本人的）名字組成：父名如同姓氏（父名是父親的父名，而非父親的名字），代代相傳；男子（本人的）名字一般爲“達×”，女子爲“亞×”（或譯“雅×”）。父名通常可省略。

### 氏族列表[11]
博嘎尔部分爲7个氏族（崩尼－博嘎尔语：霍得, 分支、繁衍，其中“霍”意爲分出来、传下来，“得”意爲切断、代），分别爲：萨及、海多、达芒、东鸟、另腰、崩英和嘎若。每个霍得又分爲若干个分支，称爲“杭隆”（意爲：胸前下来的，可理解成同一个祖先的分支），具体分支系统如下：
- 萨及霍得（藏名“萨及巴”）
  - 坚边杭隆
  - 普洛木杭隆
  - 杜普杭隆
  - 龙姬杭隆
  - 普另杭隆
  - 普坚杭隆

分布地（村庄）：巴布荣、雅陆光东、西木岗、西木荣、马尼岗、囊马西包等
- 海多霍得（藏名“打木登”）
  - 海米杭隆
  - 达朗杭隆
  - 格西杭隆
  - 达龙杭隆
  - 玉荣杭隆
  - 腰尔边杭隆
  - 入剂杭隆

分布地（村庄）：嘎勒、海米、马尼岗、芒得英、郎英、阿伯根冬等
- 达芒霍得（藏名“耶木梳”）
  - 达芒杭隆
    - 其节杭隆
    - 布英杭隆
    - 布杜杭隆
    - 桑囊木杭隆
    - 尤尔东杭隆
    - 布地杭隆
    - 桑腰尔杭隆

  - 牙莫杭隆
    - 古丁杭隆
    - 果阶杭隆
    - 果东杭隆
    - 古中杭隆
    - 古灭杭隆
    - 尤尔尼杭隆

分布地（村庄）：基青、仰雅、邦日、巴积、多吉岭、热工、仰崩、哈日、林崩西、东兵、马尼岗等
- 东鸟霍得（藏名“白西多木梳”）
  - 波另杭隆
  - 波多杭隆
  - 如姑杭隆
  - 波巴杭隆
  - 波布杭隆

分布地（村庄）：英固、邦龙、岗龙、波德等
- 另腰霍得（藏名“波龙”）
  - 杜腰尔杭隆
  - 杜普尔杭隆
  - 若木中杭隆
  - 阿当杭隆

分布地（村庄）：嘎勒、波德、马尼岗等
- 崩英霍得（藏名“沙荣”）
  - 达马杭隆
  - 达嘎杭隆
  - 达兵杭隆
  - 荣然杭隆

分布地：岗德村、海尔宫村等
- 嘎若霍得（藏名“约尔嘎尔”）
  - 亚觉杭隆
  - 达波杭隆
  - 得什比尔杭隆
  - 达边杭隆
  - 布尼杭隆
  - 布雅杭隆

分布地：嘎若村等
以上每个霍得均有一头人，称爲“根布”，向西藏地方政府派来的代表政府、寺庙、贵族利益的三大“乃卡松”上交差税。
霍得、杭隆间无等级差别。杭隆也有头人，称爲“基米”。根布和基米均由博嘎尔群众选举、罢免。

### 组织
除有大事外，氏族间很少开会。约在1960s，五个氏族的头人联合召集了一次博嘎尔大会（崩尼－博嘎尔语：格邦邦得那），针对工布地区牛传染病和博嘎尔头人与藏族头人间矛盾的商讨对策。相反，以杭隆爲單位的蓋房、辦喪等活動非常普遍。
氏族之間有時也會出現械鬥的現象。

### 混合社会制度
博嘎尔部的社会制度处于家长奴隶制与氏族公社制间的混合状态。

#### 等级

##### “骨头（龙崩）”的概念[16]
博嘎尔人主要有两个血统等级——麦德和涅巴。麦德意爲“能力、氣魄、氣勢洶洶”（可理解爲“權威、主人”），被认爲是“高骨头”（龙崩打把朗）或“白骨头”（龙崩崩路），是祖祖辈辈都未曾当过奴隶的人；涅巴意爲“被壓著不能擡頭的人”（有時被理解成“低贱的人”），被认爲是“低骨头”（龙崩阿扎拉）或“黑骨头”（龙崩嘎央），是父系祖先（含自己）中有当过奴隶者的人。涅巴又分两种：涅巴户和奴隶。奴隶不可改变其地位，但可赚钱买老婆（老婆不是奴隶），这样，他的妻儿就不再是奴隶，但自己依然是奴隶。不同骨头间不能通婚，如麦德和涅巴（涅巴户和奴隶）私通，则涅巴会被处死，麦德则会被卖出当奴隶。

##### 更详细的血统等级划分[17]
对“低骨头”这一群体，除涅巴外，还有两个比涅巴稍高的血统等级，他们被称爲麦让和伍步。
- 麦让爲麦德在如下情况下转变而成：

1. 麦德男子同“低骨头”的人（主要为伍布）结婚，自己和子女同时降为麦让；
2. 麦德男子同德根部落或藏族人结婚，自己和子女同时降为麦让（在瘟疫流形时不得不与德根部落人结婚的，其本人和子女可能保留其麦德身份）；
3. 氏族内部通婚的，如（因私奔逃离家乡而）未被同族人杀掉的，其子女将为麦让；
4. 女性降级的情况比较复杂。

- 伍步爲涅巴通过赎身、做养子、上交农业收获（如同人役税）、交子女或主人释放等方式成为。尽管这些行为与血统无关，伍布仍被看作是一个血统等级。

四血统等级由高至低依次为：麦德、麦让、伍步、涅巴。

##### 其他等级划分
除血统等级外，还可按贫富分化划分等级：如奥边、英杜等概念，这些概念在德根部落中也是有的。

#### 温和的家长奴隶制[19]
博嘎尔部社会处于家长奴隶制阶段，大多数主人对奴隶态度温和，当做自己家人，但也有残暴的主人。杀奴隶被认爲是心地不好的，非常少见，但对一些个例现象也没有人过问。主人和奴隶都从事劳动，但主人只从事田间劳动，奴隶不仅从事田间劳动，还承担家务劳动。

### 婚姻
博嘎尔人实行同族同部落同等级不同氏族间的婚姻：他们
- 实行严格的氏族外婚制，如氏族内二人私奔，则二人都会被处死并扔到河里（曾有萨及氏族二人私奔，一直跑到西藏地方政府不许珞巴人去的多嘎以东地区——白拉居住了10多年，直至1959年马尼岗被印军占领时才回到马尼岗内住了三年，1962年又随解放军回到米林；此事至今仍被当地人议论）；[20]
- 同等级的要求也是严格的，参见本条目的《等级》章节第一子节末尾。
- 对同部落的要求并不严格：博嘎尔人常与宁波部通婚，但认爲德根部和民鸟部骨头低，通婚会导致骨头下降（尽管他们不会到对方部落里将“低骨头”的一方杀掉）[21]。